# Verein für Leibesübungen Bochum 1848 2023-2024
Questa voce raccoglie le informazioni riguardanti il Verein für Leibesübungen Bochum 1848  nelle competizioni ufficiali della stagione calcistica 2023-2024.

## Maglie e divise
| Casa |

## Rosa
Aggiornata al 22 marzo 2024. 
 In corsivo i calciatori ceduti durante la stagione
| N. |                       | Ruolo | Calciatore                 |
| -- | --------------------- | ----- | -------------------------- |
| 1  | Germania (bandiera)   | P     | Manuel Riemann             |
| 2  | Costa Rica (bandiera) | D     | Cristian Gamboa            |
| 3  | Brasile (bandiera)    | D     | Danilo Soares              |
| 4  | Serbia (bandiera)     | D     | Erhan Mašović              |
| 5  | Brasile (bandiera)    | D     | Bernardo                   |
| 6  | Germania (bandiera)   | C     | Patrick Osterhage          |
| 7  | Austria (bandiera)    | C     | Kevin Stöger               |
| 8  | Francia (bandiera)    | C     | Anthony Losilla (capitano) |
| 9  | Germania (bandiera)   | A     | Simon Zoller               |
| 9  | Portogallo (bandiera) | A     | Gonçalo Paciência          |
| 10 | Germania (bandiera)   | C     | Philipp Förster            |
| 11 | Giappone (bandiera)   | A     | Takuma Asano               |
| 13 | Germania (bandiera)   | C     | Lukas Daschner             |
| 14 | Germania (bandiera)   | D     | Tim Oermann                |
| 15 | Germania (bandiera)   | D     | Felix Passlack             |
| 16 | Germania (bandiera)   | P     | Andreas Luthe              |

| N. |                               | Ruolo | Calciatore              |
| -- | ----------------------------- | ----- | ----------------------- |
| 17 | Macedonia del Nord (bandiera) | C     | Agon Elezi              |
| 19 | Slovacchia (bandiera)         | C     | Matúš Bero              |
| 20 | Ucraina (bandiera)            | D     | Ivan Ordec'             |
| 21 | Germania (bandiera)           | P     | Michael Esser           |
| 22 | Ghana (bandiera)              | C     | Christopher Antwi-Adjei |
| 23 | Germania (bandiera)           | P     | Niclas Thiede           |
| 25 | Germania (bandiera)           | D     | Mohammed Tolba          |
| 27 | Germania (bandiera)           | C     | Moritz Kwarteng         |
| 29 | Germania (bandiera)           | A     | Moritz Broschinski      |
| 30 | Germania (bandiera)           | D     | Moritz Römling          |
| 31 | Germania (bandiera)           | D     | Keven Schlotterbeck     |
| 32 | Germania (bandiera)           | D     | Maximilian Wittek       |
| 33 | Germania (bandiera)           | A     | Philipp Hofmann         |
| 41 | Svizzera (bandiera)           | D     | Noah Loosli             |

## Calciomercato

### Sessione estiva
| Acquisti         | Acquisti            | Acquisti          | Acquisti                   |
| R.               | Nome                | da                | Modalità                   |
| ---------------- | ------------------- | ----------------- | -------------------------- |
| C                | Moritz Kwarteng     | Magdeburgo        | definitivo (1,1 milioni €) |
| D                | Maximilian Wittek   | Vitesse           | definitivo (750 mila €)    |
| D                | Bernardo            | Salisburgo        | definitivo (600 mila €)    |
| C                | Matúš Bero          | Vitesse           | gratuito                   |
| D                | Felix Passlack      | Borussia Dortmund | gratuito                   |
| C                | Lukas Daschner      | St. Pauli         | gratuito                   |
| D                | Noah Loosli         | Grasshoppers      | gratuito                   |
| P                | Niclas Thiede       | Verl              | gratuito                   |
| D                | Keven Schlotterbeck | Friburgo          | prestito                   |
| A                | Gonçalo Paciência   | Celta Vigo        | prestito                   |
| Altre operazioni |                     |                   |                            |
| R.               | Nome                | da                | Modalità                   |
| D                | Jannes Horn         | Norimberga        | fine prestito              |
| A                | Lys Mousset         | Nîmes             | fine prestito              |
| D                | Tim Oermann         | Wolfsberger       | fine prestito              |
| A                | Luis Hartwig        | St. Pölten        | fine prestito              |
| D                | Moritz Römling      | Rot-Weiss Essen   | fine prestito              |

| Cessioni         | Cessioni             | Cessioni           | Cessioni      |
| R.               | Nome                 | a                  | Modalità      |
| ---------------- | -------------------- | ------------------ | ------------- |
| D                | Jannes Horn          | Norimberga         | gratuito      |
| C                | Jacek Góralski       | Wieczysta Cracovia | gratuito      |
| A                | Silvère Ganvoula     | Young Boys         | gratuito      |
| D                | Vasilīs Lampropoulos | OFI Creta          | gratuito      |
| A                | Simon Zoller         | St. Pauli          | gratuito      |
| A                | Luis Hartwig         | Ostenda            | prestito      |
| A                | Gerrit Holtmann      | Antalyaspor        | prestito      |
| P                | Paul Grave           | Wuppertaler        | prestito      |
| Altre operazioni |                      |                    |               |
| R.               | Nome                 | da                 | Modalità      |
| D                | Kōstas Stafylidīs    |                    | svincolato    |
| D                | Keven Schlotterbeck  | Friburgo           | fine prestito |
| C                | Pierre Kunde         | Olympiacos         | fine prestito |
| D                | Dominique Heintz     | Union Berlino      | fine prestito |
| D                | Saidy Janko          | Real Valladolid    | fine prestito |
| P                | Marko Johansson      | Amburgo            | fine prestito |

### Sessione invernale
| Acquisti         | Acquisti        | Acquisti       | Acquisti      |
| R.               | Nome            | da             | Modalità      |
| ---------------- | --------------- | -------------- | ------------- |
| C                | Agon Elezi      | Varaždin       | n.d.          |
| P                | Andreas Luthe   | Kaiserslautern | n.d.          |
| Altre operazioni |                 |                |               |
| R.               | Nome            | da             | Modalità      |
| A                | Gerrit Holtmann | Antalyaspor    | fine prestito |

| Cessioni         | Cessioni         | Cessioni         | Cessioni         |
| R.               | Nome             | a                | Modalità         |
| Altre operazioni | Altre operazioni | Altre operazioni | Altre operazioni |
| R.               | Nome             | da               | Modalità         |
| ---------------- | ---------------- | ---------------- | ---------------- |
| A                | Gerrit Holtmann  | Darmstadt        | prestito         |
| D                | Jordi Osei-Tutu  | PAS Giannina     | prestito         |
| C                | Mats Pannewig    | Wiedenbrück      | prestito         |
| A                | Lys Mousset      |                  | svincolato       |

## Risultati

### Bundesliga

#### Girone di andata
| Arbitro: | Siebert (Berlino) |

|                                              |           |  |
| Guirassy 18’, 77’ Zagadou 38’ Silas 60’, 67’ | Marcatori |  |

| Arbitro: | Robert Schröder (Hannover) |

|            |           |           |
| Stöger 13’ | Marcatori | 56’ Malen |

| Arbitro: | Petersen (Stoccarda) |

|                         |           |                  |
| Beljo 35’ Demirović 62’ | Marcatori | 45+3’, 64’ Asano |

| Arbitro: | Brand (Unterspiesheim) |

|                   |           |                 |
| Stöger 74’ (rig.) | Marcatori | 55’ Dina Ebimbe |

| Arbitro: | Robert Hartmann (Wangen) |

|                                                                         |           |  |
| Choupo-Moting 4’ Kane 12’, 54’ (rig.), 88’ De Ligt 29’ Sané 38’ Tel 81’ | Marcatori |  |

| Arbitro: | Brych (Monaco di Baviera) |

|             |           |                             |
| Losilla 68’ | Marcatori | 27’ Neuhaus 37’, 45+3’ Pléa |

| Lipsia 7 ottobre 2023, ore 15:30 CEST 7ª giornata | RB Lipsia            | 0 – 0 referto | Bochum | Red Bull Arena\| Arbitro: \| Timo Gerach (Landau) \| |
| Arbitro:                                          | Timo Gerach (Landau) |               |        |                                                      |

| Arbitro: | Tobias Reichel (Stoccarda) |

|                             |           |               |
| Dōan 26’ Grifo 45+2’ (rig.) | Marcatori | 15’ Paciência |

| Arbitro: | Ittrich (Amburgo) |

|                                        |           |                                         |
| Stöger 21’ (rig.) K. Schlotterbeck 82’ | Marcatori | 59’ (aut.) K. Schlotterbeck 90+6’ Krauß |

| Arbitro: | Fritz (Korb) |

|                |           |                |
| Nürnberger 43’ | Marcatori | 25’, 54’ Asano |

| Arbitro: | Jöllenbeck (Friburgo in Brisgovia) |

|              |           |           |
| Daschner 25’ | Marcatori | 54’ Selke |

| Heidenheim an der Brenz 26 novembre 2023, ore 15:30 CET 12ª giornata | Heidenheim       | 0 – 0 referto | Bochum | Voith-Arena (15 000 spett.)\| Arbitro: \| Zwayer (Berlino) \| |
| Arbitro:                                                             | Zwayer (Berlino) |               |        |                                                               |

| Arbitro: | Schröder (Hannover) |

|                                            |           |                |
| Osterhage 19’ Bernardo 39’ Antwi-Adjei 87’ | Marcatori | 45+1’ Svanberg |

| Arbitro: | Jöllenbeck (Friburgo) |

|                                           |           |               |
| Mašović 32’ (aut.) Kramarić 43’ Bebou 76’ | Marcatori | 90’ Paciência |

| Arbitro: | Jablonski (Brema) |

|                                             |           |  |
| Asano 45+5’ Paciência 54’ Stöger 78’ (rig.) | Marcatori |  |

| Arbitro: | Schlager (Hügelsheim) |

|                                            |           |  |
| Schick 30’ (rig.), 32’, 45+1’ Boniface 69’ | Marcatori |  |

| Arbitro: | Stieler (Amburgo) |

|               |           |             |
| Osterhage 64’ | Marcatori | 90+3’ Stark |

#### Girone di ritorno
| Arbitro: | Dankert (Rostock) |

|          |           |  |
| Bero 50’ | Marcatori |  |

| Arbitro: | Brand (Unterspiesheim) |

|                                       |           |                             |
| Füllkrug 7’ (rig.), 72’, 90+1’ (rig.) | Marcatori | 45’ (aut.) N. Schlotterbeck |

| Arbitro: | Ittrich (Amburgo) |

|                 |           |                        |
| Broschinski 33’ | Marcatori | 90+1’ (rig.) Demirović |

| Arbitro: | Jablonski (Brema) |

|              |           |                 |
| Marmoush 14’ | Marcatori | 17’ Broschinski |

| Arbitro: | Schlager (Hügelsheim) |

|                                                  |           |                      |
| Asano 38’ K. Schlotterbeck 44’ Stöger 78’ (rig.) | Marcatori | 14’ Musiala 87’ Kane |

| Arbitro: | Jablonski (Brema) |

|                                                                     |           |                                  |
| Ngoumou 29’ Weigl 35’ (rig.) Reitz 72’ Siebatcheu 78’ Honorat 90+6’ | Marcatori | 75’ Hofmann 88’ K. Schlotterbeck |

| Arbitro: | Osmers (Hannover) |

|           |           |                                                      |
| Wittek 7’ | Marcatori | 30’ Olmo 68’ Openda 68’ (aut.) Ordets 72’ Y. Poulsen |

| Arbitro: | Fritz (Korb) |

|            |           |                               |
| Ordets 62’ | Marcatori | 36’ Eggestein 53’ Gregoritsch |

| Arbitro: | Jöllenbeck (Friburgo in Brisgovia) |

|                            |           |  |
| Burkardt 45+3’ (rig.), 71’ | Marcatori |  |

| Arbitro: | Jablonski (Brema) |

|                     |           |                            |
| P. Hofmann 30’, 48’ | Marcatori | 62’ Skarke 76’ Vilhelmsson |

| Arbitro: | Welz (Wiesbaden) |

|                                |           |              |
| Tigges 90+1’ Waldschmidt 90+2’ | Marcatori | 53’ Passlack |

| Arbitro: | Ittrich (Amburgo) |

|                      |           |                             |
| K. Schlotterbeck 90’ | Marcatori | 81’ (aut.) K. Schlotterbeck |

| Arbitro: | Reichel (Stoccarda) |

|          |           |  |
| Wind 43’ | Marcatori |  |

| Arbitro: | Stieler (Amburgo) |

|                                |           |                   |
| Stöger 34’, 64’ Passlack 45+2’ | Marcatori | 73’, 84’ Kramarić |

| Arbitro: | Fritz (Korb) |

|                                        |           |                                                     |
| Vertessen 59’ Bedia 63’ Hollerbach 74’ | Marcatori | 16’, 31’ Wittek 37’ K. Schlotterbeck 70’ P. Hofmann |

| Arbitro: | Brand (Unterspiesheim) |

|  |           |                                                                       |
|  | Marcatori | 41’ Schick 45+2’ (rig.) Boniface 76’ Adli 86’ Stanišić 90+3’ Grimaldo |

| Arbitro: | Petersen (Stoccarda) |

|                                         |           |                 |
| Friedl 6’ Jung 78’ Stage 80’ Schmid 88’ | Marcatori | 85’ Antwi-Adjei |

#### Spareggio promozione-retrocessione
| Arbitro: | Schröder (Hannover) |

|  |           |                                                |
|  | Marcatori | 13’ (aut.) P. Hofmann 64’ Klaus 72’ Engelhardt |

| Arbitro: | Aytekin (Oberasbach) |

|                                                                  |                      |                                                             |
|                                                                  | Marcatori            | 18’, 66’ P. Hofmann 70’ (rig.) Stöger                       |
| A. Hoffmann Jóhannesson Engelhardt Oberdorf Tzolīs Niemec Uchino | Tiri di rigore 5 – 6 | Paciência Bero Mašović Asano Stöger K. Schlotterbeck Wittek |

### DFB-Pokal
| Arbitro: | Jablonski (Brema) |

|                                |                      |                          |
| Shipnoski 25’ Biankadi 29’     | Marcatori            | 45+2’ Asano 90+1’ Zoller |
| Klos Gohlke Wintzheimer Mizuta | Tiri di rigore 4 – 1 | Hofmann Stöger Mašović   |

## Statistiche finali

### Statistiche di squadra
| Competizione      | Punti | In casa | In casa | In casa | In casa | In casa | In casa | In trasferta | In trasferta | In trasferta | In trasferta | In trasferta | In trasferta | Totale | Totale | Totale | Totale | Totale | Totale | DR  |
| Competizione      | Punti | G       | V       | N       | P       | Gf      | Gs      | G            | V            | N            | P            | Gf           | Gs           | G      | V      | N      | P      | Gf     | Gs     | DR  |
| ----------------- | ----- | ------- | ------- | ------- | ------- | ------- | ------- | ------------ | ------------ | ------------ | ------------ | ------------ | ------------ | ------ | ------ | ------ | ------ | ------ | ------ | --- |
| Bundesliga        | 33    | 18      | 4       | 8       | 5       | 26      | 32      | 18           | 3            | 4            | 11           | 19           | 45           | 36     | 8      | 12     | 16     | 45     | 77     | -32 |
| Coppa di Germania | -     | -       | -       | -       | -       | -       | -       | 1            | 0            | 1            | 0            | 2            | 2            | 1      | 0      | 1      | 0      | 2      | 2      | 0   |
| Totale            | -     | 18      | 5       | 8       | 5       | 26      | 32      | 19           | 3            | 5            | 11           | 21           | 47           | 37     | 7      | 13     | 16     | 47     | 79     | -32 |

### Andamento in campionato
| Giornata  | 1  | 2  | 3  | 4  | 5  | 6  | 7  | 8  | 9  | 10 | 11 | 12 | 13 | 14 | 15 | 16 | 17 | 18 | 19 | 20 | 21 | 22 | 23 | 24 | 25 | 26 | 27 | 28 | 29 | 30 | 31 | 32 | 33 | 34 |
| --------- | -- | -- | -- | -- | -- | -- | -- | -- | -- | -- | -- | -- | -- | -- | -- | -- | -- | -- | -- | -- | -- | -- | -- | -- | -- | -- | -- | -- | -- | -- | -- | -- | -- | -- |
| Luogo     | T  | C  | T  | C  | T  | C  | T  | T  | C  | T  | C  | T  | C  | T  | C  | T  | C  | C  | T  | C  | T  | C  | T  | C  | C  | T  | C  | T  | C  | T  | C  | T  | C  | T  |
| Risultato | P  | N  | N  | N  | P  | P  | N  | P  | N  | V  | N  | N  | V  | P  | V  | P  | N  | V  | P  | N  | N  | V  | P  | P  | P  | P  | N  | P  | N  | P  | V  | V  | P  | P  |
| Posizione | 18 | 14 | 13 | 13 | 14 | 16 | 16 | 17 | 16 | 14 | 14 | 14 | 12 | 14 | 13 | 14 | 14 | 14 | 14 | 14 | 14 | 11 | 15 | 15 | 15 | 15 | 15 | 15 | 15 | 16 | 15 | 14 | 14 | 16 |

Fonte:  Bundesliga - Tabelle, su bundesliga.com.
Legenda:

Luogo: C = Casa; T = Trasferta. Risultato: V = Vittoria; N = Pareggio; P = Sconfitta.